# Nico Dannowski
Nico Dannowski (* 1. Dezember 1996 in Ebersbach, Oberlausitz) ist ein deutscher Badmintonspieler. Er ist aktiver Trainer beim Badminton-Verein 57 Niedersedlitz und Stammspieler der 1. Mannschaft.

## Leben & Karriere
Nico Dannowski wurde am 1. Dezember 1996 in Ebersbach (Oberlausitz) geboren. Er begann mit 12 Jahren beim damaligen Bundesligaverein SG Robur Zittau zu trainieren und erzielte schnell Erfolge auf regionaler Ebene. Bedingt durch den Umzug nach Dresden wechselte er mit 20 Jahren zum Dresdner Verein BV 57 Niedersedlitz. Er schloss dort seine C-Trainer Ausbildung ab und ist seitdem leitender Jugendtrainer sowie Kinder- und Jugendwart im Verein. Für Niedersedlitz erkämpfte er einen dritten Platz beim 43. Grenzlandpokal 2019 in Zittau.

## Sportliche Erfolge
| Saison  | Veranstaltung                     | Disziplin | Platz | Name                                  |
| ------- | --------------------------------- | --------- | ----- | ------------------------------------- |
| 2009/10 | Regionalmeisterschaft U15         | Einzel    | 1     | Nico Dannowski                        |
| 2011/12 | Regionalmeisterschaft U17         | Einzel    | 1     | Nico Dannowski                        |
| 2012/13 | Regionalmeisterschaft U19         | Einzel    | 3     | Nico Dannowski                        |
| 2012/13 | Regionale Gesamtrangliste         | Einzel    | 1     | Nico Dannowski                        |
| 2012/13 | Regionale Gesamtrangliste         | Doppel    | 1     | Nico Dannowski / Florian Bothung      |
| 2013/14 | Sachsenmeisterschaften U22        | Doppel    | 3     | Nico Dannowski / Florian Bothung      |
| 2014    | Sachsenmannschaftsmeisterschaften | -         | 2     | Nico Dannowski mit SG Robur Zittau J1 |
| 2014    | SODMM                             | -         | 6     | Nico Dannowski mit SG Robur Zittau J1 |